# EB Gepäckwagen 270, 271 und 272
Die dreiachsigen Gepäckwagen nach den Musterblättern 270, 271 und 272 wurden von den Belgischen Staatsbahnen (Chemins de fer de l’État belge, abgekürzt EB, auch L’État belge) ab 1882 in Personenzügen eingesetzt und waren mit ihrer erhöhten Beobachtungskuppel über viele Jahrzehnte der typisch belgische Gepäckwagen.

## Geschichte
1882 entstand in den bahneigenen Werkstätten der EB in Mechelen der Prototyp eines neuen Gepäckwagen der über eine sehr lange Zeit das Bild von belgischen Reisezügen prägen sollte. Von dieser ersten Serie nach Musterblatt 270 wurden bis 1884 insgesamt 125 Exemplare bei der Wagenbauanstalt Madame Verhaeghen und den Ateliers métallurgiques gebaut.
Von 1891 bis 1893 entstanden bei sieben verschiedenen Wagenbauanstalten insgesamt 116 Wagen nach Musterblatt 271, wobei die Unterschiede zwischen den beiden Varianten minimal waren. Ab 1894 bis 1900 wurde eine weitere Serie von 171 leicht modifizierten Wagen von fünf verschiedenen Waggonfabriken produziert. Bei diesen rund 10 cm höheren Wagen nach Musterblatt 272 erfolgte die Beleuchtung mit Gas. Durch den Einsatz modernerer Puffer waren diese Wagen zudem einige Zentimeter kürzer.
Die Wagen 7690, 7710, 7720 und 7729 wurden ab 1893 umgebaut und waren als D1 bis D4 Bestandteil des Hofzuges von König Leopold II.
Der 1899 von Ateliers Germain gebaute Wagen Nr. 7921 wurde 1900 bei der Weltausstellung in Paris ausgestellt (siehe: Liste von Eisenbahnwagen auf der Weltausstellung Paris 1900).
Durch die Übernahme der Chemins de fer de la Flandre Occidentale (FO) zum 1. Januar 1908 kamen zwei weitere baugleiche Wagen zu den EB.
1937 wurden die letzten drei Wagen mit den Nummern 7782, 7783 und 7912, aus dem regulären Dienst genommen. Bis in die 1950er waren aber noch etliche Exemplare als Arbeitswagen anzutreffen.

## Konstruktive Merkmale
Das Fahrgestell war komplett aus Metall. Der Wagenkasten bestand aus einem Holzaufbau der vollständig mit Blech verkleidet und in drei Abteile unterteilt war. Der Zugang zum mittleren Abteil erfolgte von beiden Seiten durch eine Schiebetüre. Auf einer Seite dieses Mittelteils, das für Gepäck und Pakete vorgesehen war, befand sich das Abteil des Zugbegleiters. Es hatte einen erhöhten Boden und eine Beobachtungskuppel, die 49 cm bei den Serien 270 und 271 bzw. 60 cm bei den Wagen nach Musterblatt 272 über dem Rest des Fahrzeugdaches lag. Das Abteil verfügte zudem über einen kleinen Tisch, eine Garderobe und eine Toilette. Es gab auch einen Safe zur Aufbewahrung wertvoller Gegenstände. Das dritte Abteil auf der anderen Seite des Mittelteils war kleiner und für leichte Transportgüter vorgesehen. Beim zuletzt gefertigten Typ nach Musterblatt 272 waren in diesem Abteil die Gastanks für die Beleuchtung untergebracht.
Die Wagen wurden mit Dampf beheizt, verfügten aber auch über einen Kohleofen. Die Beleuchtung wurde bei den ersten beiden Serien mit Öl, bei den Wagen nach Musterblatt 272 mit Gas betrieben.

## Bilder und Zeichnungen

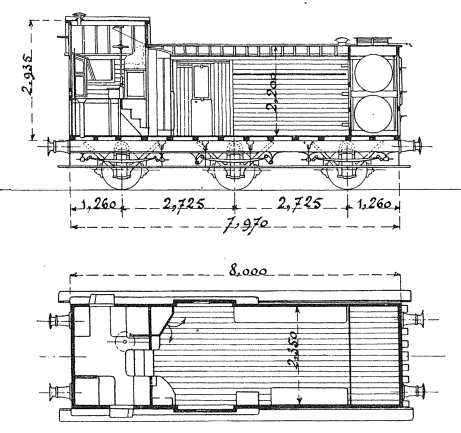
Maßzeichnung nach Musterblatt 272
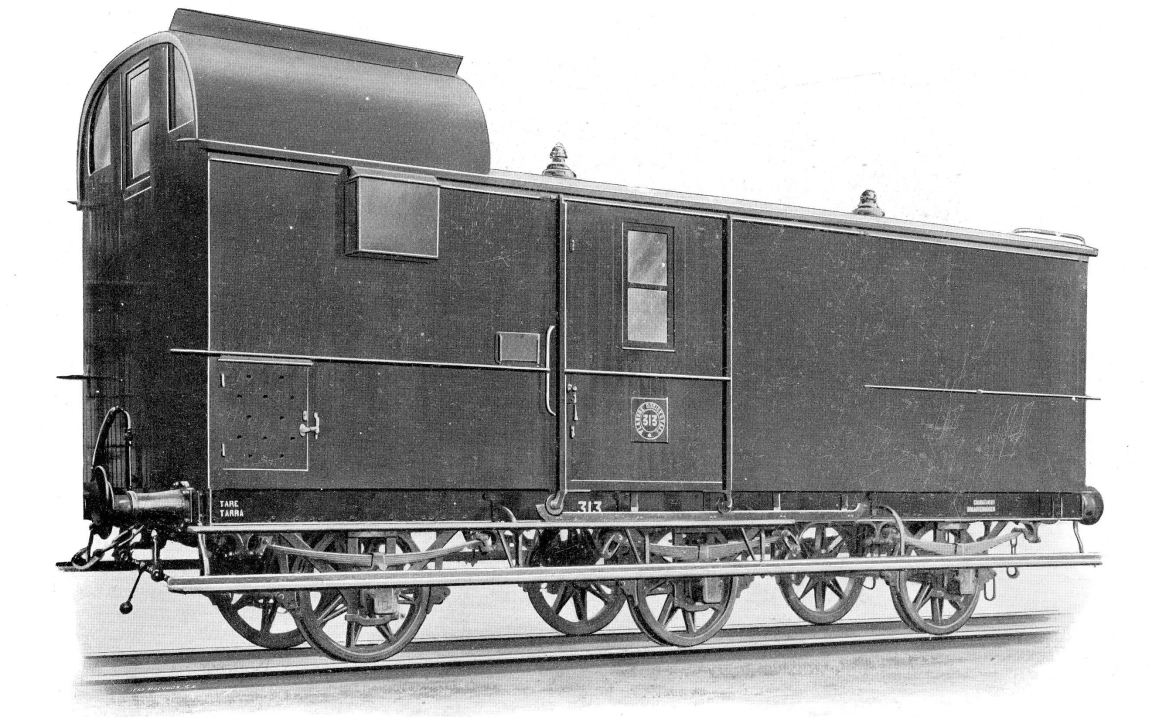
Wagen Nr. 313 der FO